# Saint-Cuthbert
Pour les articles homonymes, voir Cuthbert.
Saint-Cuthbert est une municipalité située sur la rive nord du fleuve Saint-Laurent, à environ 60 kilomètres à l'est de Montréal. Elle fait partie de la municipalité régionale de comté(MRC) D'Autray dans la région administrative du Québec de Lanaudière (Québec,Canada).

## Toponymie
Son nom rappelle James Cuthbert(père), aide de camp du général Wolfe, qui fit don d'un terrain en 1766 pour y ériger l'église.

## Histoire
Le territoire de Saint-Cuthbert accueille ses premiers colons vers 1740. En 1766, le seigneur James Cuthbert fait don d'un terrain pour construire une chapelle à condition que la nouvelle paroisse de somme Saint-Cuthbert. Plus tard, il fournira les pierres pour construire l'église ainsi qu'une peinture religieuse et deux cloches.
La paroisse de Saint-Cuthbert est érigée canoniquement seulement en 1834. Un bureau de poste est établi en 1851.
La paroisse de Saint-Viateur se détache de Saint-Cuthbert en 1909 avec la construction d'une nouvelle église dans le rang York. Le 7 janvier 1998 les municipalités de paroisse de Saint-Cuthbert et de Saint-Viateur se regroupe pour former la municipalité de Saint-Cuthbert.

## Géographie
La municipalité est située au nord de l'autoroute Félix-Leclerc, à mi-chemin entre la ville de Trois-Rivières et celle de Montréal.
La rivière Chicot traverse la municipalité du nord-est vers le sud-est jusqu'à sa confluence avec le fleuve Saint-Laurent dans l'archipel du Lac Saint-Pierre.
À partir de sont crénon, dans le nord de la municipalité, la rivière Sainte-Catherine coule vers le sud-est jusqu'à sa confluence avec la rivière Chicot au le sud de la municipalité.

## Démographie
| 1991  | 1996  | 2001  | 2006  | 2011  | 2016  | 2021  |
| ----- | ----- | ----- | ----- | ----- | ----- | ----- |
| 1 645 | 1 722 | 1 899 | 1 938 | 1 839 | 1 862 | 1 821 |

## Administration
Les élections municipales se font en bloc pour le maire et les six conseillers.
| Saint-Cuthbert Maires depuis 2002                                                                                    |                   |         |          |
| Élection | Maire             | Qualité | Résultat |
| 2002 | Robert Fernet     |         | Voir     |
| 2005 | Bruno Vadnais     |         | Voir     |
| 2009 | Bruno Vadnais     | Voir    |          |
| 2013 | Bruno Vadnais     | Voir    |          |
| 2017 | Bruno Vadnais     | Voir    |          |
| 2021 | Richard Belhumeur |         | Voir     |
| Élection partielle en italique Depuis 2005, les élections sont simultanées dans toutes les municipalités québécoises |                   |         |          |

## Personnalités
- François-Marie-Thomas de Lorimier, dit Chevalier de Lorimier, y est né le 27 décembre 1803. Un buste en son honneur y a d'ailleurs été inauguré à l'occasion de son 200e anniversaire de naissance en 2003.
- Monseigneur Dudemaine, Joseph Oscar Viateur Alain Dudemaine, premier prêtre desservant toute l’Abitibi, y est né le 20 février 1879.
- Mathilde Toupin-Fafard, infirmière canadienne, y est née le 27 décembre 1875.
- Adélard Lambert né à Saint-Cuthbert le 15 mars 1867.

## Économie
Trois compagnies connues se situent dans cette municipalité :
- l'eau de source Amaro
- Volaille Giannone
- Centre aéro-récréatif ULM Québec

## Éducation
La Commission scolaire des Samares administre les écoles francophones:
- École Sainte-Anne[9]

La Commission scolaire Sir Wilfrid Laurier administre les écoles anglophones:
- École primaire Joliette à Saint-Charles-Borromée[10]
- École secondaire Joliette à Joliette[11]

## Église et presbytère
L'Église et le presbytère de Saint-Cuthbert sont construits selon les plans des architectes Victor Bourgeau (1809-1888) et Étienne-Alcibiade Leprohon (1842-1902). Les clochers en place aujourd'hui ne sont pas d'origine. Le presbytère est classé immeuble patrimonial depuis 1980.
|  |  |  |